# Vimieiro (Braga)
Vimieiro, ou Santana de Vimieiro, é uma povoação portuguesa do Município de Braga que foi sede da extinta Freguesia de Vimieiro, freguesia que tinha 2,87 km² de área e 1 233 habitantes (2011), e, por isso, uma densidade populacional de 429,6 hab/km².
A Freguesia de Vimieiro foi extinta em 2013, no âmbito de uma reforma administrativa nacional, tendo sido agregada às freguesias de Celeirós e Aveleda, para formar uma nova freguesia denominada União das Freguesias de Celeirós, Aveleda e Vimieiro e tem a sede em Celeirós.
Vimieiro foi vila e sede de concelho com foral próprio, passado em Lisboa por D. Manuel I, a 4 de Setembro de 1517 e o início do século XIX. Era constituído pelas freguesias de Aveleda, Celeirós, Figueiredo e Vimieiro. Tinha, em 1801, 1 648 habitantes.

## População
| População da freguesia de Vimieiro (1864 – 2011) | População da freguesia de Vimieiro (1864 – 2011) | População da freguesia de Vimieiro (1864 – 2011) | População da freguesia de Vimieiro (1864 – 2011) | População da freguesia de Vimieiro (1864 – 2011) | População da freguesia de Vimieiro (1864 – 2011) | População da freguesia de Vimieiro (1864 – 2011) | População da freguesia de Vimieiro (1864 – 2011) | População da freguesia de Vimieiro (1864 – 2011) | População da freguesia de Vimieiro (1864 – 2011) | População da freguesia de Vimieiro (1864 – 2011) | População da freguesia de Vimieiro (1864 – 2011) | População da freguesia de Vimieiro (1864 – 2011) | População da freguesia de Vimieiro (1864 – 2011) | População da freguesia de Vimieiro (1864 – 2011) |
| ------------------------------------------------ | ------------------------------------------------ | ------------------------------------------------ | ------------------------------------------------ | ------------------------------------------------ | ------------------------------------------------ | ------------------------------------------------ | ------------------------------------------------ | ------------------------------------------------ | ------------------------------------------------ | ------------------------------------------------ | ------------------------------------------------ | ------------------------------------------------ | ------------------------------------------------ | ------------------------------------------------ |
| 1864                                             | 1878                                             | 1890                                             | 1900                                             | 1911                                             | 1920                                             | 1930                                             | 1940                                             | 1950                                             | 1960                                             | 1970                                             | 1981                                             | 1991                                             | 2001                                             | 2011                                             |
| 410                                              | 332                                              | 358                                              | 385                                              | 438                                              | 429                                              | 406                                              | 508                                              | 663                                              | 663                                              | 706                                              | 853                                              | 1 052                                            | 1 131                                            | 1 233                                            |

## História
A história de Vimieiro está intimamente ligada à do convento que lhe dá nome e que foi construído por volta do ano 632.
Não se conhece a autoria da fundação do convento de Santa Ana de Vimieiro, mas sabe-se que foi doado por D. Teresa, mãe de D. Afonso Henriques, em 23 de Maio de 1127 a D. Maurício, da congregação beneditina de Cluny.
O Convento passou depois para as mãos dos jesuítas. Em 1706 era vigairaria da apresentação do Colégio de S. Paulo daquela ordem em Braga.
Extinta a ordem, já só restaram as paredes da capela-mor, que hoje é sacristia da igreja paroquial da localidade.
No ano de 1768, passou a vigararia da apresentação do padroado da coroa.
Vimieiro foi outrora couto da grande comarca de Guimarães, ainda que sujeito à cidade de Braga. Além desta, o couto compreendia ainda as paróquias de S. Lourenço de Celeirós e Santa Maria de Aveleda.

## Famílias
- Álvares Ribeiro
- Ferreira Jácome
- Gonçalves da Cruz
- Marques Braga
- Pereira da Cunha
- Pereira de Souza
- Pereira do Lago
- Barbosa
- Cruz Pinto

## Personalidades
- Bento Vaz Pereira, Capitão-mor (?-1761)
- Luis Gomes Braga , Capitão-mor (1761-79)
- Manuel Jozé Barbosa, Capitão-mor (1779-1782)
- Francisco Álvares, Capitão-mor (1782-1799)
- António Bernardo da Silva e Sousa, Capitão-mor (1799-?)
- Inácio José Gonçalves Ribeiro da Cruz, Capitão-mor, morto em combate na Batalha de Carvalho d'Este (1809)
- Jacinto Gonçalves Ribeiro da Cruz, Monteiro-mor, morto em combate, na Batalha de Carvalho d'Este (1809)
- Custodio Ferreira Barbosa da Cruz Pinto - Médico (Porto e Matosinhos) - 1930/2012